# Ordre national des pharmaciens
Pour les articles homonymes, voir Ordre des pharmaciens.
 (mars 2013).
En France, l'Ordre national des pharmaciens est un organisme professionnel de droit privé chargé par le législateur d’une mission de service public. Doté d'un pouvoir administratif et juridictionnel, il assure la régulation de la profession de pharmacien.
L'Ordre national des pharmaciens est l'institution qui regroupe tous les pharmaciens exerçant leur art en France métropolitaine ou dans les départements et collectivités d'Outre-mer.

## Histoire
L’idée d’une telle institution est née sous la IIIe République. Elle résulte du constat d’insuffisance de la législation du 21 Germinal An IX (11 avril 1803) qui a régi l’exercice de la pharmacie tout au long au XIXe siècle et jusqu’à la Seconde guerre mondiale. Progressivement, puis de manière accélérée au début des années 1920, l’évolution rapide des structures commerciales a révélé une série de dysfonctionnements dans le secteur des médicaments et autres produits destinés à la santé qui portait de plus en plus préjudice au public. Une proposition de loi allant en ce sens a été adoptée par la Chambre des députés, au cours de la législature 1928-1932, puis transmise au Sénat. Le déclenchement de la guerre en 1939 suspendit l’adoption de ce texte.
En 1940, le régime de Vichy écarte la création d’un ordre professionnel. Il supprime les syndicats professionnels et met en place une organisation corporative constituée de chambres départementales et de conseils régionaux des pharmaciens coordonnés par un Conseil supérieur de la pharmacie, dont les membres n’étaient pas élus mais désignés par les autorités administratives. Ces instances étaient chargées de défendre les intérêts matériels des pharmaciens, et d’exercer des actions disciplinaires à l’égard des professionnels.
L'Ordre est finalement créé par une ordonnance du Gouvernement provisoire de la République française présidé par Charles de Gaulle le 5 mai 1945. « Il était nécessaire de créer une institution qui, tout en assurant la sauvegarde de la moralité professionnelle du pharmacien, devenait du même fait l'instrument de défense des intérêts de la société. C'est le public lui-même qui pâtit en fin de compte quand une crise de moralité survient dans le corps médical » (extrait de l'exposé des motifs du projet d'ordonnance du 5 mai 1945).
Tout d'abord installé Square de Luynes (Paris, 7e), son siège est depuis 1953 situé au 4-6 avenue Ruysdaël, dans le 8e arrondissement de Paris.

### Historique des présidents du Conseil national de l'Ordre des pharmaciens
Historique des présidents du Conseil national de l'Ordre des pharmaciens :
- depuis 2017 : Carine Wolf-Thal
- 2009-2017 : Isabelle Adenot
- 1993-2009 : Jean Parrot
- 1987-1993 : Jean Brudon
- 1979-1987 : Pierre Fournier
- 1961-1979 : Frank Arnal
- 1958-1961 : René Gurgand
- 1954-1958 : Pierre Rolland
- 1946-1954 : Frank Arnal
- 1945-1946 : Augustin Damiens

## Missions
L'Ordre est chargé par la loi de remplir des missions de service public. Ces missions, fixées par le code de la santé publique (article L.4231-1 du CSP), sont :
- Assurer le respect des devoirs professionnels ;
- Assurer la défense de l'honneur et de l'indépendance de la profession ;
- Veiller à la compétence des pharmaciens ;
- Contribuer à promouvoir la santé publique et la qualité des soins.

Par ailleurs, le Conseil national de l'Ordre des pharmaciens est le défenseur de la légalité et de la moralité professionnelle (article L.4231-2 du code la santé publique).
Il est qualifié pour représenter, dans son domaine d'activité, la pharmacie auprès des autorités publiques et des organismes d'assistance. Il peut, devant toutes les juridictions, exercer tous les droits réservés à la partie civile relativement aux faits portant un préjudice direct ou indirect à l'intérêt collectif de la profession pharmaceutique.
Au titre de la promotion de la qualité des soins et de la sécurité des actes professionnels, il organise la mise en œuvre du Dossier pharmaceutique.
L'Ordre national des pharmaciens est le propriétaire de la croix verte et du caducée pharmaceutiques, emblèmes de la pharmacie, puisqu'ils ont été déposés auprès de l’Institut national de la propriété industrielle (INPI), respectivement les 24 avril 1984 et 5 juillet 1967. À ce titre, il veille à la préservation des deux marques et assure que leur utilisation soit conforme au règlement d'utilisation.

## Les pharmaciens inscrits à l'Ordre national des Pharmaciens
L'Ordre des pharmaciens regroupe et a compétence pour tous les pharmaciens exerçant une activité pharmaceutique ou de biologie médicale, qu'ils soient :
- pharmacien d'officine,
- pharmacien hospitalier,
- pharmacien d'industrie,
- pharmacien-biologiste,
- pharmacien grossiste-répartiteur,

au sein d'un établissement pharmaceutique et/ou de biologie médicale, à condition qu'ils soient effectivement inscrits à au moins l'une des sections de l'Ordre.
Cependant, certains docteurs en pharmacie ne relèvent pas de la compétence de l'Ordre national des pharmaciens, notamment ceux qui :
- N'exercent pas en France,
- N’exercent pas d’activité pharmaceutique ou n'exercent pas dans un établissement pharmaceutique (parapharmacies des grandes et moyennes surfaces, médias…),
- Exercent dans le service de santé des armées, dépendent des administrations, agences sanitaires ou du ministère chargé de l’Enseignement supérieur.

## Organisation

### Sections et Conseils centraux
L'ordre national des pharmaciens est structuré autour de sept sections (identifiées par une lettre), dont la plupart regroupe les pharmaciens exerçant un type d'activités pharmaceutiques, à l'exception notable de la section E qui représente l'ensemble des métiers exercés dans les départements et collectivités d'outre-mer.
Ces sept sections sont :
- La section A regroupe les pharmaciens titulaires (c'est-à-dire les propriétaires) d'une officine ;
- La section B rassemble les pharmaciens exerçant une responsabilité pharmaceutique dans l'industrie du médicament et de produits de santé ;
- La section C regroupe les pharmaciens exerçant une responsabilité pharmaceutique dans la distribution pharmaceutique en gros (grossistes-répartiteurs et dépositaires) ;
- La section D unit les pharmaciens adjoints (salariés) en officine, les pharmaciens chargés de la dispensation à domicile des gaz à usage médical et les pharmaciens affectés dans divers exercices salariés ;
- La section E regroupe les pharmaciens des départements et collectivités d'outre-mer quelles que soient leurs activités pharmaceutiques ;
- La section G rassemble les pharmaciens biologistes exerçant dans les laboratoires de biologie médicale (LBM) ;
- La section H administre les pharmaciens exerçant dans un établissement de santé (hôpitaux, cliniques, sapeurs-pompiers…)

Chaque section est administrée par un Conseil central, composé principalement de membres élus au suffrage universel par les pharmaciens inscrits à cette section. Les administrations de la santé et de l’enseignement supérieur (facultés de pharmacie) y désignent également des représentants. Le Conseil central de chaque section est chargé de l'examen des demandes d'inscription et de la tenue à jour de son tableau. Pour veiller au respect du code de déontologie des pharmaciens, le conseil est amené à siéger en chambre disciplinaire de 1re instance sous la présidence d’un magistrat administratif professionnel.
La section A dispose d'une structure régionalisée : chacune des 12 régions définies par le législateur, dispose d'un Conseil régional de l'Ordre des pharmaciens (CROP), qui s'occupe des demandes d'inscription et peut siéger en chambre disciplinaire. Le Conseil central de la section A est constitué des présidents de chacun des CROP et de délégués supplémentaires pour les régions comportant le plus grand nombre de pharmaciens titulaires. Le Conseil central de la section A assure la coordination de l'ensemble des CROP.
La section E s'appuie sur quatre délégations d'outre-mer.

À côté des Conseils centraux, un Conseil national est chargé de l’administration générale de l’Ordre et représente les pharmaciens auprès des instances nationales et internationales.
Tous les Conseils centraux et le Conseil national ont leur siège à Paris.

### Conseil national
Le Conseil national de l'Ordre des pharmaciens (CNOP) coordonne l’action des Conseils de l'Ordre des pharmaciens. Depuis juillet 2017, il est présidé par Carine Wolf-Thal. Il est constitué de membres désignés par chacune des sections et de pharmaciens désignés par les administrations de l'État (Ministère de la Santé, de l'Éducation, etc.) :
Vingt membres sont élus par les Conseils centraux des sections :
- 3 binômes de pharmaciens titulaires d'officine (section A),
- 1 binôme de pharmaciens de l'industrie du médicament (section B),
- 1 binôme de pharmaciens distributeurs en gros de médicaments (section C),
- 2 binômes de pharmaciens "adjoints" en officine ou autres exercices (section D),
- 1 binôme de pharmaciens d'outre-mer (section E),
- 1 binôme de pharmaciens biologistes (section G),
- 1 binôme de pharmaciens exerçant en établissements de santé (section H) ;

Six membres nommés :
- 1 pharmacien nommé après élection par l'Académie nationale de pharmacie,
- 2 professeurs ou maîtres de conférences, nommés sur proposition du ministre chargé de l'enseignement supérieur,
- 1 représentant du directeur général de l'offre de soins,
- 1 représentant du directeur général de la santé,
- 1 représentant du directeur central du service de santé des armées.

Le Conseil dispose de l’assistance d’un Conseiller d’État, lequel assure également la présidence de la chambre de discipline nationale qui statue en appel des décisions des conseils régionaux et centraux.
Il constitue la chambre d'appel de toute décision disciplinaire prise au niveau d'un Conseil central (ou d'un Conseil régional pour les pharmaciens titulaires d’officine) et coordonne l'ensemble des activités des différentes sections.
Il est garant des éléments de communication liés à la profession dont les logos (croix verte et caducée) et la couleur verte normalisée Pantone 354 U.

## Dossier pharmaceutique
Le Dossier pharmaceutique (DP) est un outil professionnel destiné à sécuriser la dispensation du médicament au bénéfice de la santé des patients.
Il a été créé par la loi du 30 janvier 2007 relative à l’organisation des professions de santé, sous l'initiative de Jean Parrot, alors président du CNOP. Sa mise en œuvre a été confiée par le législateur au Conseil national de l'Ordre des pharmaciens.
Le Dossier pharmaceutique recense, pour chaque bénéficiaire de l'assurance maladie qui le souhaite, tous les médicaments (prescrits ou conseillés par un pharmacien) qui ont été délivrés, limitant ainsi les risques d’interaction entre médicaments et les traitements redondants. Il permet à chaque pharmacien d'être informé instantanément de toute interaction relative à un traitement délivré depuis moins de 4 mois dans toute la France (3 ans pour les médicaments biologiques et 21 ans pour les vaccins). Il facilite le suivi de la qualité et la coordination des soins via le partage d'informations entre les pharmaciens de ville, les pharmaciens hospitaliers et médecins exerçant dans les établissements de santé. Plus de 35 millions de patients ont créé leur Dossier pharmaceutique auprès de plus de 20 000 officines. Pour créer un Dossier Pharmaceutique, le pharmacien a besoin de l'accord exprès du patient.
Au fil des évolutions du DP-Patient, de nouveaux services ont été développés :
- DP-Vaccins
- DP-Ruptures
- DP-Rappels
- DP-Alertes
- DP-Suivi sanitaire

## Condamnation
En 2010, l'Ordre national des Pharmaciens est condamné par la Commission européenne pour avoir limité la concurrence au travers d’une application trop stricte des règles légales et déontologiques pour les pharmaciens biologistes. L'amende initialement fixée à 5 millions d'euros est ramenée à 4,75 millions d’euros par le Tribunal de première instance de l’Union européenne à l'issue d'un recours intenté par l'Ordre national des pharmaciens,.

## Activité de lobbying

### En France
Le Conseil national de l'Ordre des Pharmaciens a déclaré à la Haute Autorité pour la transparence de la vie publique exercer des activités de lobbying en France. En 2020, le montant des moyens alloués pour la représentation d’intérêts se situe entre 100 000 € et 200 000 €.

### Au niveau de l'Union Européenne
Le Conseil national de l'Ordre des Pharmaciens est inscrit depuis 2012 au registre de transparence des représentants d'intérêts auprès de la Commission européenne. Il déclare en 2016 pour cette activité 1,5 collaborateur à temps plein et des dépenses d'un montant de 140 000 euros.